# Georg Kuhlefelt
Georg Karl Fridolf Kuhlefelt, född 30 juli 1860 i Hattula, död 29 december 1918 i Lovisa, var en finländsk jurist och borgmästare.
Kuhlefelt, som var son till stabskapten Herman Karl Fridolf Kuhlefelt och Adolfina Sofia Wetterhoff, blev student vid Helsingfors normallyceum 1877 samt avlade rättsexamen vid Helsingfors universitet 1884 och blev vicehäradshövding 1887. Han var borgmästare i Lovisa stad 1893–1903 och 1906–1918 (avskedad av politiska skäl 1903). Han var ledamot av Finlands lantdag. Han ingick 1886 äktenskap med Ellen Poppius. De var föräldrar till arkitekten Eva Kuhlefelt-Ekelund.